# تناجر أنتيلي صغير
تناجر أنتيلي صغير (الاسم العلمي: Tangara cucullata)، هو نوع من الطيور يتبع فصيلة التناجر ضمن رتبة العصفوريات.